# Gaius Cornelius Cethegus (Senator)
Gaius Cornelius Cethegus († 5. Dezember 63 v. Chr. in Rom) war ein römischer Senator der späten Republik und Teilnehmer an der Catilinarischen Verschwörung.
Der Sohn des Publius Cornelius Cethegus arbeitete schon in jungem Alter mit Lucius Sergius Catilina zusammen. Als Catilina nach Ciceros erster Catilinarischer Rede Rom verließ, blieb er mit dem Auftrag, die führenden Senatoren zu töten, in Rom zurück. Doch da sein Vorgesetzter, Publius Cornelius Lentulus Sura, sich nicht zum Handeln entschloss, wurden die Verschwörer verhaftet. Bei Cethegus wurde eine Sammlung von Schwertern und Dolchen gefunden, die – zusammen mit einem Brief, den er dem Gesandten der Allobroger gegeben hatte – als Indizien dafür galten, dass er maßgeblich an der Verschwörung beteiligt war. Cethegus wurde mit weiteren Verschwörern am 5. Dezember 63 v. Chr. zum Tode verurteilt und hingerichtet.
Cethegus galt (laut Sallust, Cat. 43, 4) als kühn und rasch in seinen Entschlüssen.